# Campo San Luca

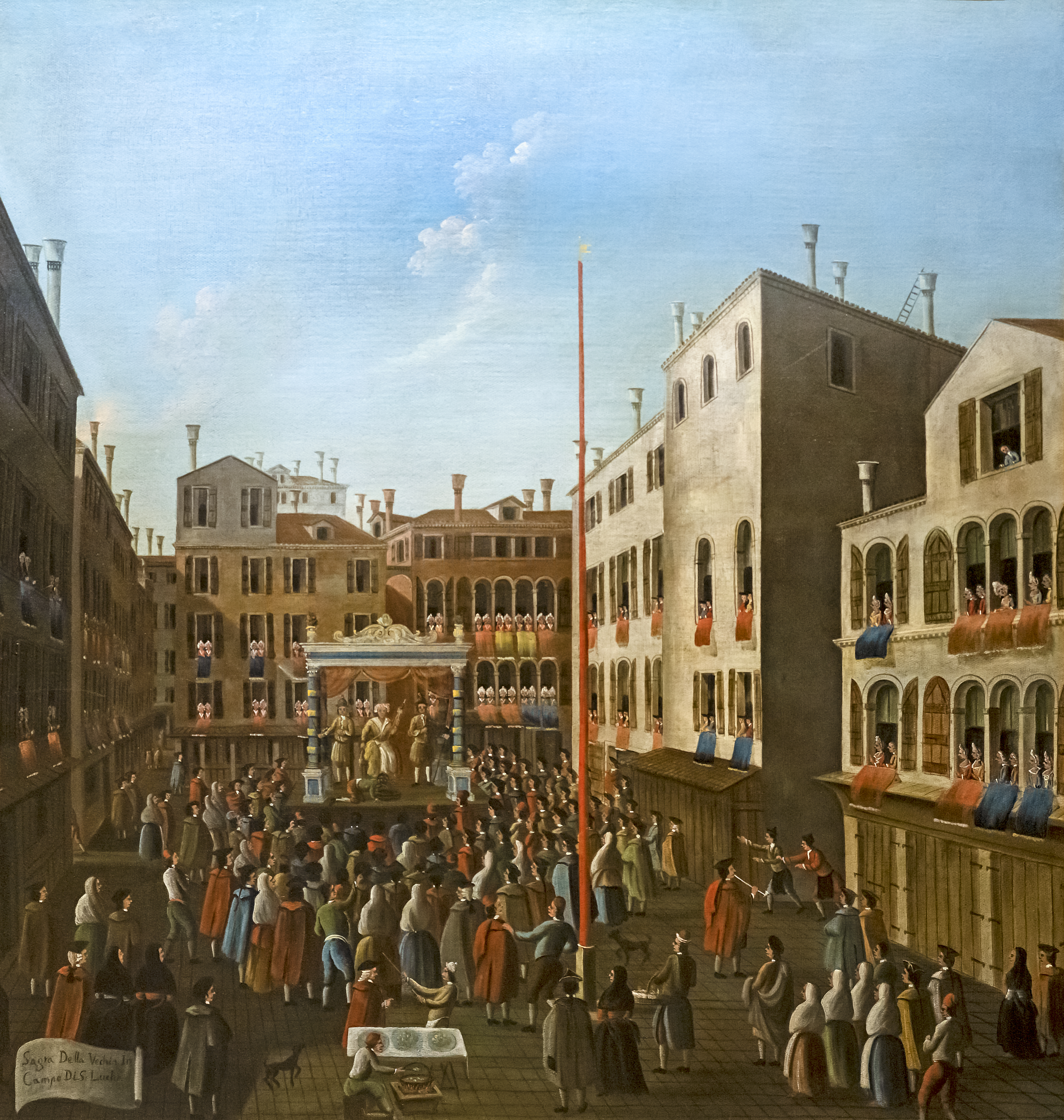
Festival della Vecchia al Campo San Luca - Gabriele Bella

El Campo San Luca és una plaça de Venècia, situada al districte de San Marco.
Geogràficament es troba a 50 metres del Campo Manin i és la intersecció de les vies de trànsit cap a la Piazza San Marco per un costat i Rialto per l'altre.
Juntament amb el Campo San Bortolomio, va ser durant molt de temps un dels punts de trobada més populars dels venecians, gràcies a la seva ubicació cèntrica, la presència de nombroses activitats comercials i bars i la seva proximitat a les oficines municipals i als principals bancs de la ciutat.
Des d'un punt de vista arquitectònic, excepte la part supervivent del segle XVIII del modern Palau Nervi Scattolin, no hi ha edificis de valor particular que hi tinguin vistes.